# Mario Party 6
Mario Party 6 is een computerspel dat werd ontwikkeld door Hudson Soft en uitgegeven door Nintendo. Het is een partyspel dat in Europa op 18 maart 2005 beschikbaar kwam voor de Nintendo GameCube. Mario Party 6 is het zesde deel uit de Mario Partyserie en wordt uitgebracht samen met de Nintendo GameCube microfoon. Nieuw in dit deel is dat de spelers met zogenaamde Orbs moeten werken. In Mario Party 5 heetten deze nog capsules.

## De spelfiguren
- Mario
- Luigi
- Peach
- Yoshi
- Wario
- Daisy
- Waluigi
- Toad
- Boo
- Bowser Jr.
- vrij te spellen Toadette

## Spelborden in de Party Mode
- Towering Treetop
  - Een spelbord op een reusachtige boom.
- E. Gadd's Garage
  - Een spelbord in de garage van professor E. Gadd.
- Faire Square
  - Een speelbord op een feestelijk marktplein.
- Snowflake Lake
  - Een spelbord op een bevroren landschap.
- Castaway Bay
  - Een spelbord in een tropische baai.
- Clockwork Castle
  - Een spelbord op een klokkenkasteel.

## Spelborden in de Solo Mode
- Thirsty Gulch
  - Een spelbord in een zonovergoten landschap.
- Astro Avenue
  - Een spelbord in de ruimte.
- Infernal Tower
  - Een spelbord op Bowsers toren.

## Minispellen
| 4 Player MiniGames | 1 Vs. 3 Player MiniGames | 2 Vs. 2 Player MiniGames | Gevechts Mini-Games                                                                                    | Duel Mini-Games | DK Mini-Games                                  | Bowser Mini-Games                              | Zeldzame Mini-Games                                 | Mic Mini-Games                                                                      |
| --- | --- | --- | --- | --- | ---------------------------------------------- | ---------------------------------------------- | --------------------------------------------------- | ----------------------------------------------------------------------------------- |
| - Smashdance - Odd Card Out - Freeze Frame - What Goes Up... - Granite Getaway - Circuit Maximus - Catch You Letter - Snow Whirled - Daft Rafts - Tricky Tires - Treasure Trawlers - Memory Lane - Mowtown - Cannonball Fun - Note To Self - Same is Lame - Lift Leapers - Blooper Scooper - Trap Ease Artist - Pokey Punch-Out - Money Belt - Sunday Drivers - Throw Me a Bone | - Cash Flow - Sink or Swim - Snow Brawl - Ball Dozers - Surge and Destroy - Pop Star - Stage Fright - Conveyor Bolt - Crate and Peril - Ray of Fright - Dust 'Til Dawn | - Garden Grab - Pixel Perfect - Slot Trot - Gondola Glide - Light Breeze - Body Builder - Mole-It! - Cashapult - Jump the Gun - Rocky Road - Clean Team - Burnstile | - Hyper Sniper - Insectiride - Stamp By Me - Wrasslin' Rapids - Strawberry Shortfuse - Control Schtick | - Light Up My Night - Cog Jog - Black Hole Boogie - Full Tilt - Sumo of Doom-o - O-Zone - Pitifall - Mass Meteor - Lunar-Tics - T Minus Five - Asteroad Rage - Boo'd off the Stage - Boonanza! - Trick or Tree - Something's Amist | - Tally Me Banana - Banana Shake - Pier Factor | - Pit Boss - Dizzy Rotisserie - Dark 'n Crispy | - Seer Terror - Block Star - Lab Brats - Dunk Bros. | - Verbal Assault - Shoot Yer Mouth Off - Talkie Walkie - Word Herd - Fruit Talktail |